# 香港人權法案條例
《香港人權法案條例》（英語：Hong Kong Bill of Rights Ordinance），通稱《人權法》，是《香港法例》第383章。現行條文將《公民權利和政治權利國際公約》中適用於香港特別行政區的規定收納入香港特別行政區法律，並對附帶及有關連的事項作出規定。

## 背景
英國政府於1976年5月20日批准《公民權利和政治權利國際公約》及《經濟、社會與文化權利的國際公約》。作出若干保留條文和聲明後，英國政府將兩項公約引伸至適用於各英國屬土(包括香港)。 《中英聯合聲明》和《基本法》第39條亦列明主權移交後，兩項公約繼續生效。制定《香港人權法案條例》前，香港特別行政區政府通過普通法、有關法例和行政措施以落實公約規定。

### 立法過程
1989年六四事件後，香港政府欲以人權法穩定人心，並回應香港社會就以本地立法落實《公民權利和政治權利國際公約》訂明權利的要求。 惟中方態度強硬，認為立法毫無必要、削弱政府維護公共安全之能力、違反基本法，甚至「衝中方而來」。中方更聲言保留主權移交後廢除法例的權力。
港府於中方壓力下放棄按本地情況制定人權法，以確保法案符合基本法規定。除英國政府就公約適用範圍作出之保留條文和聲明外，港府認為聯合聲明及基本法訂明公約適用於香港的有關規定於主權移交後繼續生效。按法律學者陳文敏建議，除因應香港並非主權國家而作出修正外，港府於條例第II部直接複製公約適用於香港之原文。條例第III部亦收納英國政府作出之保留條文。 港府亦認為《經濟、社會與文化權利的國際公約》所訂明的權利難以通過法庭頒令執行，因而不把有關權利納入人權法案內。 
政府於1990年3月16日提交白紙條例草案（時稱《香港人權宣言條例》草案）以作諮詢。《香港人權法案條例》草案於1990年7月25日提交香港立法局審議，1991年6月5日三讀通過。 條例第2(3)條、第3(1)及(2)條及第4條規定，在解釋及應用本條例時，須考慮本條例的目的是將《公民權利和政治權利國際公約》中適用於香港的規定收納入香港法律，並對附帶及有關連的事項作出規定。所有先前法例，凡可作出與本條例沒有抵觸的解釋的，須作如是解釋。所有先前法例，凡不可作出與本條例沒有抵觸的解釋的，其與本條例抵觸的部分現予廢除。在本條例生效日期或其後制定的所有法例，凡可解釋為與公約中適用於香港的規定沒有抵觸的，須作如是解釋。《英皇制誥》亦作相應修訂，就公約及其所訂明的權利賦予凌駕性憲制地位(entrenched status)。

### 人大常委會決定
中英聯合聲明和基本法第39條列明主權移交後《公民權利和政治權利國際公約》繼續生效。惟中國政府認為在香港特别行政区實行的任何法律，都必须符合《中華人民共和國香港特別行政區基本法》，只有基本法具有高於其它香港法律的地位。中方認為條例第2(3)條、第3條及第4條令《香港人權法案條例》凌駕其他香港本地法例，因而抵觸基本法。 第八屆全國人民代表大會常務委員會於1997年2月23日通過《根據《中華人民共和國香港特別行政區基本法》第一百六十條處理香港原有法律的決定》，以第2(3)條、第3條及第4條抵觸基本法為由不採納為香港特別行政區法律，但人權法其他條文於主權移交後繼續生效。

## 內容
《香港人權法案條例》分為三個主要部分，共14條：
- 第I部－導言 (第一至七條)：條例效力、補救措施及減免條例所賦權利之特定情形；
- 第II部－《香港人權法案》 (第八條)：收納公約適用於香港之原文，共有23條條文；及
- 第III部－例外及保留條文 (第九至十四條)：就人權法案於香港適用範圍之保留條文

### 適用範圍
現行的《香港人權法案條例》只對政府和公共機構，以及任何代表政府及公共機構行事的人具有約束力。由於侵犯人權的行為或來自私人機構，立法局曾討論《香港人權法案條例》應否適用於私人機構，引起商界關注。其時有銀行聘用英國御用大律師來港，遊說政府和立法局《香港人權法案條例》不應涵蓋私人機構。法律學者陳文敏曾建議《香港人權法案條例》先約束政府和公共機構，並在一段時間後延伸至私人訴訟。最終港府為免立法受阻，決定採納商界意見。

### 法律凌駕性
主權移交前，按條例第3條及第4條，其他本地法例不可抵觸《香港人權法案條例》：
- 第3(2)條規定所有先前法例，凡不可作出與《香港人權法案條例》沒有抵觸的解釋的，其與條例抵觸的部分予以廢除；及
- 第4條規定在《香港人權法案條例》生效日期（即1991年6月8日）或其後制定的所有法例，凡可解釋為與《公民權利和政治權利國際公約》中適用於香港的規定沒有抵觸的，須作如是解釋。 [13]

《英皇制誥》修訂就公約適用於香港的規定賦予凌駕性地位。因此，其他條例不可抵觸《香港人權法案條例》。 政府因而修訂部分本地法例，以確保其符合人權法案。  如立法局於1995年修訂《公安條例》有關和平集會的規定，將30人以上遊行及50人以上集會的發牌制度改為通知制度。組織者毋須徵得警方同意遊行或集會，只需於活動前7日通知警務處。 惟臨時立法會於1997年重訂廢除條文，包括重設「不反對通知書」制度。 終審法院亦於梁國雄 訴 香港特別行政區案中裁定「不反對通知書」制度並未違憲。
按全國人大常委會處理香港原有法律之決定，條例第3(2)條及第4條於主權移交後失效。惟基本法第39(1)條規定，公約適用於香港的有關規定繼續有效，並透過香港特別行政區的法律予以實施。基本法第三章亦保障基本權利和義務。故主權移交後，公約實則具有凌駕性地位，其他條例不可抵觸《香港人權法案條例》。 如吳嘉玲案中，終審法院裁定《入境（修訂）（第3號）條例》第1(2)條具有追溯力，抵觸公約第15(1)條而被刪除。終審法院判決亦確認《人權法案》凌駕其他法例：
《香港人權法案條例》（香港法例第383章）事實上規定了將［公約］的條文納入香港法例之內... 根據《基本法》第三十九條第二款的規定，對其中任何一種自由所施加的限制，均不可與［公約］的條文抵觸。——終審法院首席法官李國能，香港特別行政區 訴 吳恭劭 (1999) 2 HKCFAR 442 
全國人大常委會於2020年6月30日通過《中華人民共和國香港特別行政區維護國家安全法》(港區國安法)，其第62條規定若香港特別行政區本地法律規定與港區國安法不一致者，適用港區國安法規定。故港區國安法凌駕包括《香港人權法案條例》等其他本地法律。

## 影響
《香港人權法案條例》及《英皇制誥》相應修訂為香港公民權利賦予憲制保障。法律學者陳弘毅形容條例引起香港「首次憲制革命」("the first constitutional revolution in Hong Kong")。 條例訂立前，香港公民權利及自由僅受普通法原則保障。憲制文件缺乏保障人權的條文，法院因而無權進行違憲審查。 條例訂立後，香港法院可就公約適用有關規定進行違憲審查。前最高法院上訴法院於1992年審理首宗有關無罪推定的違憲審查案件。 前終審法院常任法官包致金形容條例生效後，香港法院於主權移交前就人權保障立下重要案例，法院亦就違憲審查累積經驗。
主權移交後，基本法第39條就人權保障建立三方框架 (tripartite framework)。終審法院判決指香港公民權利由三種方式保障，包括：
- 基本法及《香港人權法案條例》均有保障之權利；
- 僅由基本法保障之權利；及
- 僅由《香港人權法案條例》保障之權利

時任終審法院首席法官李國能於Gurung Kesh Bahadur 訴 入境事務處處長案中指出，除依法規定及有正當理由外，政府不可限制由《公民權利和政治權利國際公約》及人權法保障之權利。及後，終審法院於梁國雄 訴 香港特別行政區案中確立相稱性原則:
[對公民權利] 所擬作出的限制，必須有合理理據可以認定跟一個或多個法定的合理目的有關聯，以及是否沒有超越為達致上述目的而必需設定的限制。——終審法院首席法官李國能，常任法官陳兆愷，常任法官李義及非常任法官梅師賢爵士，梁國雄 訴 香港特別行政區(2005) 8 HKCFAR 229

## 外部連結
- 《香港人權法案條例》現行條文
- 《香港人權法案條例》原文